# خط كوفي مربع

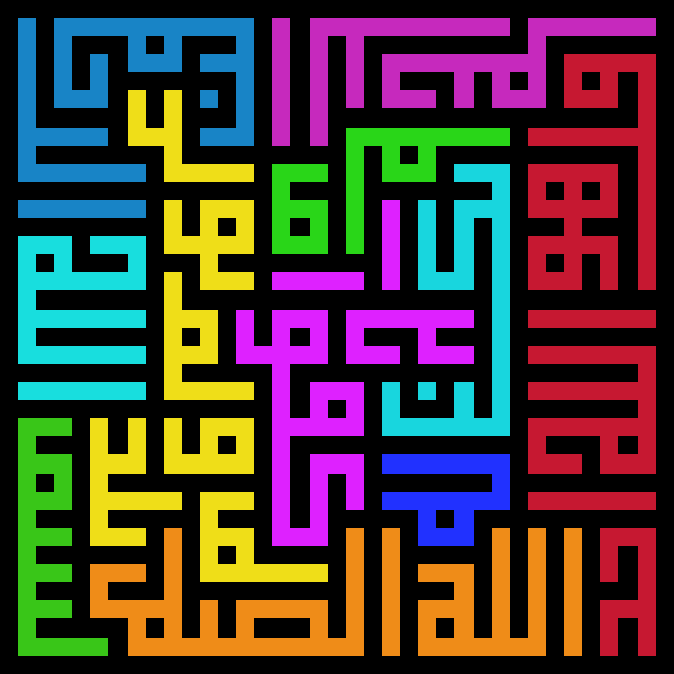
سورة الإخلاص مكتوبة بالخط الكوفيّ المربّع

الخط الكوفي المربع ويسمى الخط الهندسي وأيضا الشطرنجي أحد أنواع الخط الكوفي، وهو عبارة عن خطوط هندسية واحدة العرض أو السمك، وذات مسافة واحدة في التباعد والعلاقة بين الحروف في النص المكتوب، وقواعد كتابته تكون أقل من بقية الخطوط الكوفية الأخرى وهو مستخدم للزخرفة وخاصة في المساجد.